# سرتا تاویسین
سرتا تاویسین (تایلندی: เศรษฐา ทวีสิน، آرتی‌جی‌اس: Settha Thawisin, تلفظ sè:t.tʰǎ: tʰā.wī:.sǐn؛ زادهٔ ۱۵ فوریهٔ ۱۹۶۲)، با نام مستعار نید (تایلندی: นิด، آرتی‌جی‌اس: Nit, تلفظ nít)، سیاستمدار و توسعه‌دهندهٔ املاک و مستغلات اهل تایلند است که از سال ۲۰۲۳ به عنوان سی‌امین نخست وزیر تایلند خدمت کرد وی در تاریخ ۱۴ اوت ۲۰۲۴ از سمت خود برکنارشد، دادگاه قانون اساسی تایلند دلیل برکناری تاویسین را انتصاب وزیری اعلام کرده که پیش از این به دلیل اهانت به دادگاه زندانی شده بود.
سرتا در ایالات متحده تحصیل کرده‌است. او در سال ۱۹۷۷ شرکت سانسیری را تأسیس کرد، که بعداً به یکی از بزرگ‌ترین توسعه‌دهندگان املاک و مستغلات تایلند تبدیل شد و باعث شد سرتا به یک سرمایه‌دار املاک تبدیل شود. او یکی از معتمدان شناخته‌شدهٔ تاکسین شیناواترا و ینگلاک شیناواترا، نخست‌وزیران سابق تایلند است و در کنار کوچک‌ترین دختر تاکسین، پائونگ تارن شیناواترا، و چایکاسم نیتیسری، دادستان کل سابق، یکی از سه نامزد نخست‌وزیری حزب فیو تای در انتخابات عمومی ۲۰۲۳ تایلند بود.

## نخست‌وزیر تایلند، ۲۰۲۳–اکنون
سرتا در ۲۲ اوت ۲۰۲۳ توسط پارلمان تایلند به‌عنوان نخست‌وزیر بعدی این کشور انتخاب شد. وی وظیفه دارد مقدمات تشکیل کابینه و ارائهٔ سیاست‌های کاری را برای چهار سال آینده به مجلس ارائه کند.
در ۲۳ اوت، پادشاه تایلند انتخاب سرتا تاویسین به‌عنوان سی‌امین نخست‌وزیر تایلند را تأیید کرد. سند تأیید سیاسی او نیز در وبگاه رویال گزت قرار گرفت. در این مراسم، سرتا نخستین سخنرانی خود به‌عنوان نخست‌وزیر تایلند را نیز انجام داد.

## زندگی شخصی
او با پاکپیلای تاویسین، متخصص طب ضد پیری ازدواج کرده‌است. او و پاکپیلای دو پسر به نام‌های نپات تاویسین و وارات تاویسین، و یک دختر به نام چاناندا تاویسین دارند. او مجموعه‌دار صندوق‌های مسافرتی کلاسیک همانند صندوق‌های ساختهٔ لویی ویتون است. سرتا همچنین از حامیان باشگاه فوتبال لیورپول است و نیز در آکادمی سانسیری که بازیکنان فوتبال را در تایلند آموزش می‌دهد، مشارکت می‌کند.